# 러키 루치아노
찰스 "러키" 루치아노(영어: Charles "Lucky" Luciano, 1897년 11월 24일 ~ 1962년 1월 26일)는 이탈리아에서 태어난 미국의 범죄인으로, 이탈리아계 미국인 마피아 조직인 코사 노스트라 계열 조직들의 최고 간부였다. 범죄 조직의 입안자, 실력자로서는 마피아 사상 최대의 거물이라고 하는 인물이었다. 본명은 살바토레 루카니아(시칠리아어: Salvatore Lucania)이다.

## 생애
1897년에 이탈리아의 시칠리아에서 태어나 9살 때인 1907년에 가족들을 따라 미국으로 이주하였다. 10대 시절에 이탈리아계 미국인 범죄조직인 파이브 포인트 갱의 일원이 되었고, 이후 코사 노스트라의 최고 간부로 성장하면서 1920년에서 1933년까지 뉴욕을 중심으로 하여, 당시에 실시된 금주법을 이용해 술을 밀거래하거나, 도박 및 매춘 사업으로 부를 얻었다. 그러나 1933년에 청렴한 관리로서 명성이 자자했던 미국의 법조인인 피오렐로 라과디아가 뉴욕의 시장으로 당선되어 취임하자, 그에게 같은 이탈리아계 미국인임을 강조하며 뇌물 공여를 시도하였다가 거부당하였다. 이에 루치아노는 자신의 사업을 방해하지 말라는 의미에서 라과디아를 협박하였으나, 되려 그의 강경한 마피아 소탕 작전에 의해 체포되어 징역형을 선고받았다. 결국 그는 1938년부터 1942년까지 수감 생활을 해야 했고, 제2차 세계 대전 후인 1946년에 고향인 이탈리아의 시칠리아로 되돌아 갔다. 이곳에서 세력이 거의 와해된 시칠리아 마피아의 세력을 다시 일으켜 세웠고, 이탈리아와 미국을 오가면서 헤로인 거래를 통해 부를 쌓았다. 1962년에 이탈리아에 입국하던 중에 나폴리 국제공항에서 심장마비로 쓰러졌고, 나폴리 현지에서 사망하였다.